# Pernilla Winberg
Pernilla Margareta Stephanie Winberg (* 24. Februar 1989 in Limhamn) ist eine ehemalige schwedische Eishockeyspielerin und heutige -trainerin, die seit 2023 Assistenztrainerin der Boston Fleet aus der Professional Women’s Hockey League ist. Während ihrer aktiven Karriere absolvierte sie knapp 250 Spiele in der Svenska damhockeyligaen für den Linköping HC, Segeltorps IF und AIK Solna, wurde dabei dreimal schwedischer Meisterin und gewann viermal den IIHF European Women Champions Cup.

## Karriere
Pernilla Winberg begann ihre Karriere bei den Limhamn Limeburners HC, für die sie bis 2006 in der J18-SuperElit spielte. Ab 2004 kam sie parallel beim AIK Solna zum Einsatz und entwickelte sich dort zu einer der besten Eishockeyspielerinnen Schwedens. Mit dem AIK gewann sie viermal in Folge den IIHF European Women Champions Cup und die Schwedische Meisterschaft 2007.

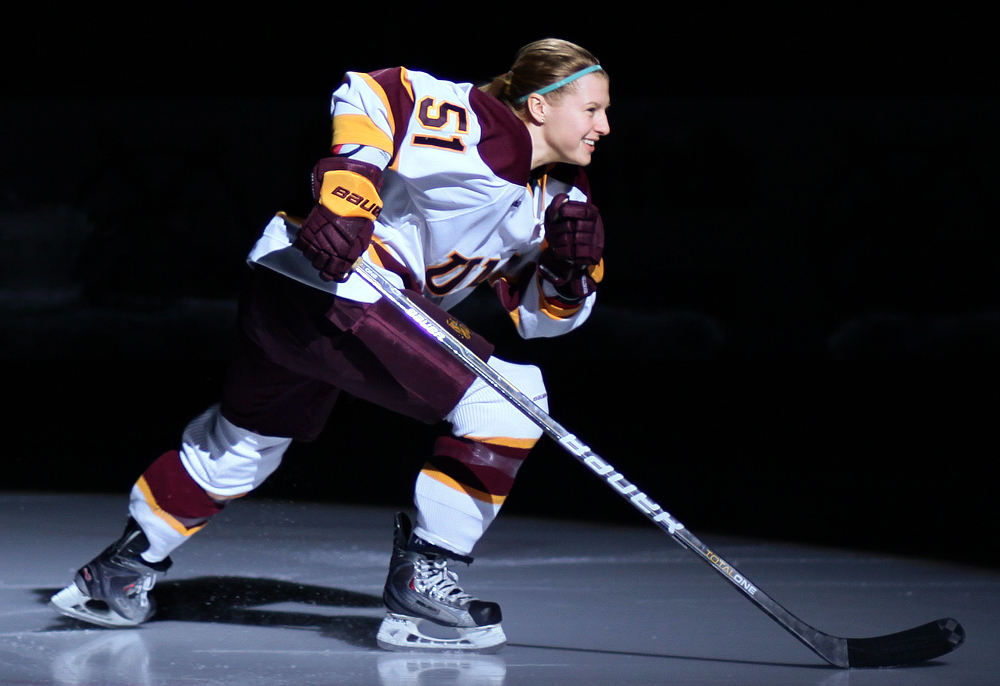
Pernilla Winberg im Trikot der University of Minnesota Duluth (2011)

Ab der Saison 2008/09 spielte sie für das Frauenteam der University of Minnesota Duluth, die Bulldogs, in der Western Collegiate Hockey Association und erzielte in 38 Spielen 41 Scorerpunkte. 2009 kehrte sie für ein Jahr nach Schweden zurück, um sich mit dem Nationalteam auf die Olympischen Winterspiele 2010 vorzubereiten. Parallel spielte sie für die Segeltorps IF in der schwedischen Riksserien, deren Meisterschaft der Club 2010 gewann.
Nach Beendigung ihres Studiums kehrte Winberg nach Schweden zurück, absolvierte eine Saison beim Munksund-Skuthamns SK und stand anschließend beim Linköping HC unter Vertrag. Mit diesem wurde sie 2015 erneut schwedische Meisterin und errang 2016, 2018 und 2019 den Vizemeistertitel. 2020 beendete sie ihre Spieler-Karriere und wurde zur Saison 2021/22 Assistenztrainerin der schwedischen U18-Frauennationalmannschaft.
Seit 2023 ist sie zudem Assistenztrainerin der Boston Fleet aus der Professional Women’s Hockey League.

### International
Bei den Olympischen Winterspielen 2006 in Turin gewann sie mit der schwedischen Frauen-Nationalmannschaft die Silbermedaille im olympischen Eishockeyturnier. Winberg war die jüngste Spielerin im schwedischen Olympiakader.
Im Halbfinalspiel gegen die US-Amerikanerinnen erzielte sie im Penaltyschießen den entscheidenden Treffer zum Finaleinzug.
Insgesamt absolvierte sie bisher 227 Länderspiele für Schweden, sowie drei Länderspiele für die U22-Juniorinnen des Landes (Stand: Februar 2015).

## Erfolge und Auszeichnungen
- 2004 IIHF-European-Women-Champions-Cup-Gewinn mit dem AIK Solna
- 2005 IIHF-European-Women-Champions-Cup-Gewinn mit dem AIK Solna
- 2006 IIHF-European-Women-Champions-Cup-Gewinn mit dem AIK Solna
- 2007 Schwedischer Meister mit dem AIK Solna
- 2008 IIHF-European-Women-Champions-Cup-Gewinn mit dem AIK Solna
- 2010 Schwedischer Meister mit der Segeltorps IF
- 2015 Schwedischer Meister mit dem Linköpings HC

### International
- 2005 Bronzemedaille bei der Weltmeisterschaft
- 2006 Silbermedaille bei den Olympischen Winterspielen in Turin
- 2007 Bronzemedaille bei der Weltmeisterschaft